# Gustav Fritz Papanek
Gustav Fritz Papanek, Gus Papanek, (geboren 12. Juli 1926 in Wien; gestorben 20. September 2022 in Lexington (Massachusetts)) war ein austroamerikanischer Ökonom und Hochschullehrer.

## Leben
Gustav Fritz Papanek war ein Sohn des Pädagogen Ernst Papanek und der Psychologin Helene Papanek. Er hatte den Bruder Georg. Die Familie floh 1935 vor dem Austrofaschismus nach Frankreich. 1940 gelang ihr mit Unterstützung des International Rescue Committee die Überfahrt nach New York. 
Papanek besuchte eine High School und studierte ab 1942 an der Cornell University. Er war von 1944 bis 1946 Soldat der United States Army und als Ritchie Boy in Europa eingesetzt. Er heiratete 1947 Hanna Kaiser, die er 1939 als Flüchtlingskind in einem Kinderheim in Frankreich kennengelernt hatte. Sie hatten zwei Kinder. Gus Papanek machte 1947 einen Bachelor in Agricultural Economics und 1949 einen Master of Arts in Economics an der Harvard University, wo er 1951 bei John Kenneth Galbraith promoviert wurde. 
Papanek arbeitete auf dem sich herausbildenden Feld der Entwicklungsökonomie und deren Schnittstellen zur Entwicklungssoziologie und zur Entwicklungspolitik. Bis 1973 blieb er Harvard als Dozent verbunden und war zeitweise Direktor des Harvard University Development Advisory Service. Papanek arbeitete bei der Agency for International Development, wurde aber in der McCarthy-Ära wegen sozialistischer Sympathien entlassen. Er arbeitete in den nächsten Jahren als ökonomischer Regierungsberater in Karachi, Pakistan, war 1958 wieder in Harvard, und war in dann verschiedenen Ländern in Asien, Afrika und Lateinamerika eingesetzt. Er war in die Unabhängigkeitsbestrebungen von Bangladesh involviert. 
Im Jahr 1974 erhielt er eine Professur für Entwicklungsökonomie an der 
Boston University und wurde 1992 emeritiert. 1987 wurde er Initiator und Präsident des Boston Institute for Developing Economies (BIDE) und in dieser Funktion von 1987 bis 1989 Projektleiter eines Beratungsteams der Regierung Indonesiens. Von 1995 bis 2002 leitete er ein Beratungsteam bei den Föderierten Staaten von Mikronesien. Zwischen 1998 und 2007 war er Regierungsberater in Indonesien, 2006/7 Regierungsberater in Liberia. Er war 2002/3 Mitdirektor der „pro-poor growth study“ der United States Agency for International Development.  
Papanek war Mitglied und zeitweise auch im Vorstand verschiedener wissenschaftlicher ökonomischer Organisationen, so in der Society for International Development, Association for Comparative Economic Studies, Association for Asian Studies, Pakistan Economic Association, American Agricultural Economics Association, American Economic Association.

## Schriften (Auswahl)
- Framing a development program, zuerst 1960
- Pakistan's Development: Social Goals and Private Incentives. Cambridge, Mass: Harvard University Press, 1967
  - Die Herausbildung von industriellen Unternehmen. Teilübersetzung. In: Ernst Dürr (Hrsg.): Wachstumstheorie. Darmstadt: Wiss. Buchges., 1978, S. 267–297
- Development Policy: Theory and Practice. Cambridge, Mass: Harvard University Press, 1968
- Joseph J. Stern, Daniel M. Schydlowsky, Gustav F. Papanek: Decision Making for Economic Development. Boston: Houghton Mifflin, 1971
- (Hrsg.): The Indonesian Economy. New York: Praeger, 1980
- Syed Nawab Haider Naqv, Gustav F. Papanek: Lectures on Development Strategy, Growth, Equity and the Political Process in Southern Asia. Islamabad: Pakistan Institute of Development Economics, 1986
- Poverty in India, in: Robert E. B. Lucas, G. Papanek (Hrsg.): The Indian Economy. Recent Development and Future Prospects. Boulder, 1988